# Søbøl
Søbøl (dansk), Seebüll (tysk) eller Seebel (nordfrisisk) er en bebyggelse i det nordlige Tyskland, beliggende i Nykirke Kommune. Bebyggelsen ligger i Nykirke Sogn cirka en kilometer syd for den dansk-tyske grænse i det nordvestlige Sydslesvig. Oprindelig var stedet et ubeboet værft i det nordfrisiske marskområde beliggende mellem Hyltoft Dyb (Hülltofter Tief) i vest og åen Vidå med Rudbøl Sø i nord.
Tæt på lå gården Hyltoft (på tysk: Hülltoft). I 1926 købte den dansk-tyske maler Emil Nolde stedet og byggede her sin bolig som kunstnerisk refugium. Bygningen opførtes i en funktional byggestil og rummede både malerens bolig og atelier. Nolde valgte bevidst en placering på et værft som en arkitektonisk kontrast til de omkringliggende lave, stråtækte frisergårde. Nolde stod også for indretningen af Søbøls have. Bygningen blev i 1957 omdannet til Nolde-Museet og viser skiftende udstillinger. Kunstmuseet udstiller overvejende Noldes malerier, men også andre arbejder fra hans hånd. Bygningen er fredet.
Området er præget af landbrug med overvejende græsarealer til kvæg og får. Turismen koncentrerer sig om Nolde-Museet og og den tilhørende Nolde-have.
Landevejen L6 går i nordvest forbi Søbøl. Til husene fører bi-og markveje. Søbøl kan nås med linjebusser fra Nibøl (Niebüll).
- Museet og haven
- Haven
- Gård ved siden af Nolde-Museet
- Gård ved siden af Nolde-Museet